# Miss Rondônia 2013
Miss Rondônia 2013 foi a 44ª edição do tradicional concurso de beleza feminino que escolheu a melhor candidata rondoniense para representar seu Estado e sua cultura no Miss Brasil 2013, válido para o Miss Universo. O evento, coordenado pela colunista social mato-grossense Berta Zuleika e o jornalista paranaense Zuza Carneiro, contou com a presença de vinte candidatas (20)  de diversos municípios em busca da coroa que pertencia à Ariquemense Michele Miquelini. A noite final da competição, ocorrida dentro do Porto Velho Shopping, foi gravada e posteriormente transmitida para toda a região através da TV Meridional. Na ocasião, sagrou-se campeã a representante de Ji-Paraná, Jeane Ferreira Aguiar.

## Resultados

### Colocações
| Posição   | Cidade e Candidata              |
| Vencedora | - Ji-Paraná - Jeane Aguiar      |
| 2º. Lugar | - Porto Velho - Dylla Barros    |
| 3º. Lugar | - Porto Velho - Rebeca Souza    |
| 4º. Lugar | - Porto Velho - Adriana Carla   |
| 5º. Lugar | - Porto Velho - Dêimila Rafaela |

## Candidatas
Disputaram o título este ano:
| - Alta Floresta - Pâmela Sobreira - Alto Paraíso - Fabíolla Bortoluzzi - Ariquemes - Adriana Ferreira - Cacoal - Ana Paula Dioguino - Colorado do Oeste - Ediony Laet - Ji-Paraná - Jaqueline Rigon - Ji-Paraná - Jeane Ferreira Aguiar | - Ji-Paraná - Naara de Castro - Porto Velho - Adriana Carla - Porto Velho - Adriana dos Santos - Porto Velho - Caroline Pontes - Porto Velho - Cheslaine Farias - Porto Velho - Clara Gomes - Porto Velho - Dêimila Rafaela | - Porto Velho - Dylla Barros - Porto Velho - Jardelle Czelusniak - Porto Velho - Rebeca Monique Souza - Porto Velho - Simiana Araújo - Porto Velho - Tânia Liberato - Vilhena - Andressa Rodrigues |

## Histórico

### Desistências
- Porto Velho  - Lívia Lima
- Porto Velho  - Lorena Panucci
- Porto Velho  - Priscilla Moreira

## Crossovers
Candidatas em outros concursos:

### Nacional
Miss Brasil
- 2010: Ji-Paraná: Jeane Aguiar [7]
  - (Representando o Estado de Rondônia em São Paulo, SP)